# Pseudocentrum guadalupense
Pseudocentrum guadalupense är en orkidéart som beskrevs av Célestin Alfred Cogniaux. Pseudocentrum guadalupense ingår i släktet Pseudocentrum och familjen orkidéer.
Artens utbredningsområde är Guadeloupe. Inga underarter finns listade i Catalogue of Life.